# Tannåker
Tannåker är kyrkbyn i Tannåkers socken i Ljungby kommun. Byn ligger vid Bolmen och genomkorsas av länsväg G 567.
I byn ligger Tannåkers kyrka. Där finns också en lanthandel och en diverseaffär.